# Kasteeldomein Appensvoorde
Het Kasteeldomein Appensvoorde is een kasteel met domein in de tot de Oost-Vlaamse gemeente Lievegem behorende plaats Lovendegem, gelegen aan Koning Leopoldstraat 25-28 en 29.

## Geschiedenis
Het kasteel werd vermoedelijk in de 2e helft van de 18e eeuw gebouwd, in opdracht van jonkvrouwe J.T.C. Limnander. In 1844 werd het in opdracht van graaf d'Alcantara-Schamp vergroot, naar ontwerp van Louis Minard. Zo werd een derde bouwlaag toegevoegd.

## Gebouw
Het betreft een gebouw onder schilddak met strakke voorgevel, voorzien van twee korintische pilasters waartussen zich de ingangspartij bevindt. Aan de oostzijde bevindt zich een huiskapel.
Het interieur is goed bewaard. Er is een houten wenteltrap, ontworpen door Louis Minard, en er zijn schouwen in rococostijl.
Het geheel is gelegen in een landschapspark met vijver en brugjes, een ijskelder en een monumentale ceder.